# In Zize
In Zize, ou Adrar In-Hihaou, est un site préhistorique situé dans la wilaya de Tamanrasset, en Algérie.

## Géographie
Le site d'In Zize se trouve sur un ancien volcan dont il ne reste qu'un cratère ébréché en fer à cheval.

## Histoire
Le 26 août 1926, les troupes du lieutenant Pierre Flye Sainte-Marie s'y battent contre les Touaregs.

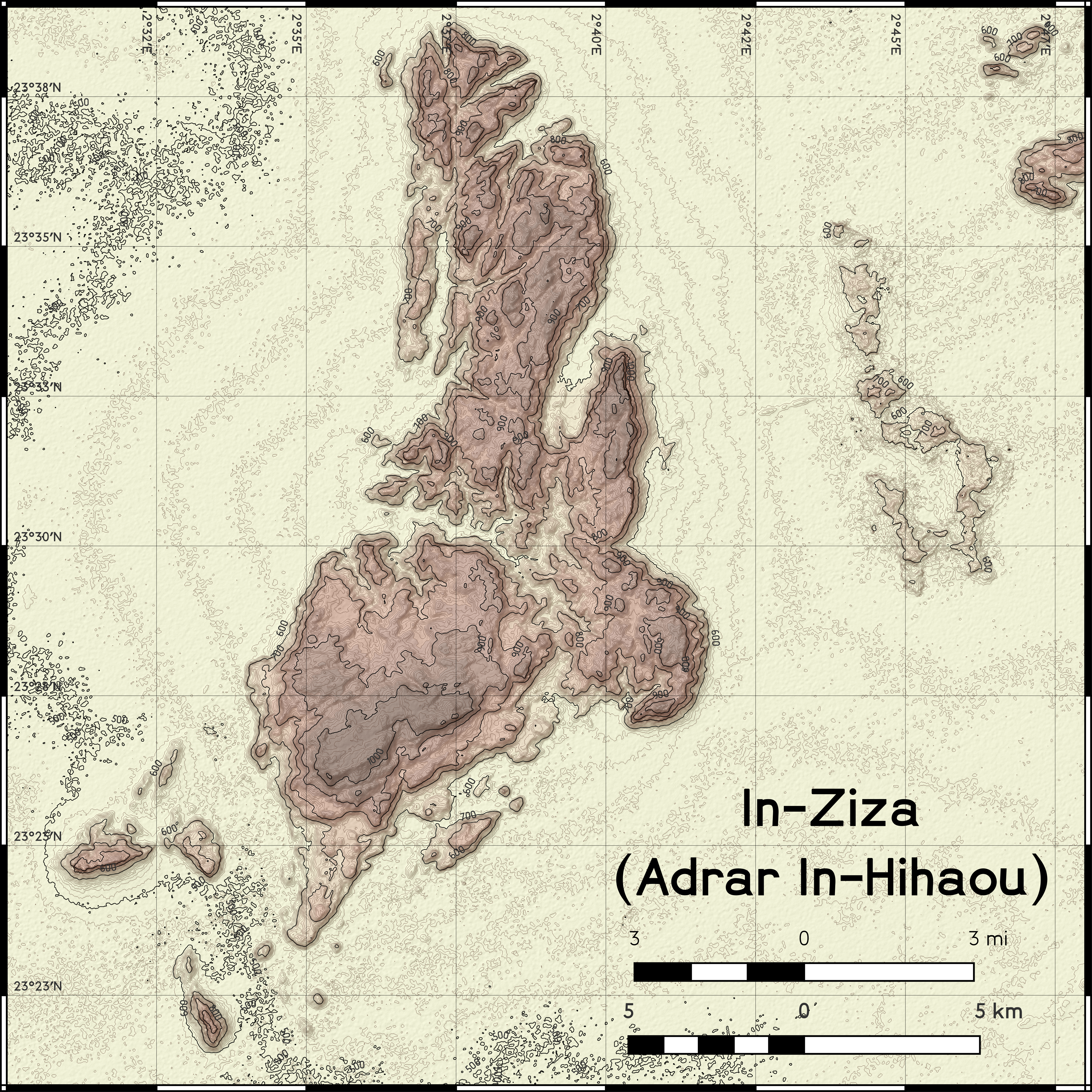
Carte topographique de l'Adrar In-Hihaou (In-Ziza)

## Site préhistorique
De nombreux objets préhistoriques y ont été découverts au début des années 1960.